# G. E. M. Anscombe
Gertrude Elizabeth Margaret Anscombe ili G.E.M. Anscombe, (Limerick, County Limerick, 18. ožujka 1919. — Cambridge, Cambridgeshire, 5. siječnja 2001.), bila je britanski filozof, student Ludwiga Wittgensteina i jedan od najboljih poznavatelja njegovg rada u okvirima analitičke filozofije. Napisala je značajna djela o etici vrlina.
Anscombe je studirala na sveučilištu u Oxfordu tijekom Drugog svjetskog rata, i tada prelazi na katoličanstvo. Udaje se za poznatog filozofa i također konvertita Petera Geacha, i počinje zatim studirati na sveučilištu u Cambridgeu, gdje je bila student i bliski suradnik Ludwiga Wittgensteina. Dobila je posao na Oxfordu, a od 1970. je obnašala dužnost profesora filozofije na Cambridgeu. U to doba široj javnosti je bila poznata po branjenju katoličkog nauka, otvoreni kritičar američkog predsjednika Trumana i njegove naredbe o uporabi atomske bombe, i kao protivnik pobačaja. Dva puta je uhićena za svoj aktivizam.
Kao filozof Anscombe je stvorila kovanice konzekvencijalizam i brute facts; ovaj potonji izraz je kasnije bio značajan za Johna Searley i njegove teorije o govoru. Ubraja se u prethodnike onog što će se kasnije nazvati analitički tomizam.